# Aclytia gynamorpha
Aclytia gynamorpha là một loài bướm đêm thuộc phân họ Arctiinae, họ Erebidae.